# Gyrodactylus elegans
Espèce
Synonymes
Gyrodactylus parvicopula Bychowsky, 1933
Gyrodactylus elegans est une espèce de vers plats parasites de la classe des Monogènes (Monogenea).
Il s'agit de l'espèce type de son genre. Elle parasite les poissons d'eau douce.